# Halicyclops similis
Halicyclops similis – gatunek widłonoga z rodziny Halicyclopidae,. Nazwa naukowa tych skorupiaków została opublikowana w 1935 roku przez niemieckiego zoologa Friedricha Kiefera. Gatunek ten został ujęty w Katalogu Życia.